# San Felices de los Gallegos
San Felices de los Gallegos és un municipi de la província de Salamanca a la comunitat autònoma de Castella i Lleó. Limita amb Olmedo de Camaces i Bañobárez a l'Est, Castillejo de Martín Viejo, Villar de la Yegua i Villar de Ciervo al Sud, Puerto Seguro i Ahigal de los Aceiteros a l'Oest i amb La Redonda i Lumbrales al Nord. Fou fundat pel rei Dionís de Portugal, qui la va incorporar al seu reialme de 1297 fins a 1476.

## Demografia
| 1991 | 1996 | 2001 | 2004 |
| ---- | ---- | ---- | ---- |
| 733  | 683  | 611  | 588  |